# Csévharaszti Borókás Természetvédelmi Terület
A Csévharaszti Borókás Természetvédelmi Terület a Duna–Tisza köze egyik legváltozatosabb természeti táján, a Csévharaszt térségben elterülő homoki erdős sztyepp területén található. A védett terület kijelölése 1940-ben történt meg az Országos Természetvédelmi Tanács 118. 136/1939. sz. határozata alapján. Törzskönyvi száma 2/TT/40, kiterjedése 105 ha.  

## Története
A hazai természetvédelem atyjaként tisztelt Kaán Károly a természetvédelem fő csapásirányát évtizedekre meghatározó művében, a Természetvédelem és a természeti emlékekben védetté nyilvánításra, „rezervációra” javasolja a Pótharaszti-pusztát, melyet az elsők között nyilvánítottak védetté 1940-ben. A terület jelenleg is védett, sőt része az Európai Unió természetvédelmi hálózatának a Natura 2000 hálózatnak. A természetvédelmi kezelői feladatokat a Duna-Ipoly Nemzeti Park Igazgatóság látja el, több sikeres pályázat keretében sikeresen szorítottak vissza a területet veszélyeztető özönnövényeket (invazív fajok), és tettek lépéseket a tartós szegfű megőrzése érdekében.

## Ismertetése
Hazánk a felnyíló erdőssztyepp zóna és a nyugat európai zárt erdők zónájának találkozásában található. Alföldünk felnyíló, sztyepprétekkel mozaikoló tölgyesei, jelenlegi tudásunk szerint a természeteshez legközelebbi állapotú vegetáció maradványai hazánknak. Az erdőssztyepp a legértékesebb és legveszélyeztetettebb természeti örökségeink közé tartozik.
Joggal vetődik fel a kérdés hogy ha a terület neve borókás, akkor miért a erdőssztyepp tölgyesekről szól a bevezető gondolatsor. A kérdés megválaszolásához segít egyrészt a vegetációtörténet, másrészt a nyelvtudomány és a tájtörténet.
Csévharaszt 1951-ben lett önálló település, ekkor kapta ezt a nevet a korábban Pótharaszt nevű település. A települést legkorábban 1280-ban említik egy oklevélben mint „Poltharasztya”. Haraszt szavunk, a legvalószínűbb vélekedés szerint, szláv eredetű és fiatal erdőt, illetve tölgyet jelent. Ismeretes, hogy a terület legértékesebb részét a Bucka-erdőt korábban nagy, zárt tölgyesek övezték (gyöngyvirágos- és gyertyános- tölgyesek, zsombékláp foltok), ezekben volt egy buckásabb és jóval szárazabb termőhelyű sziget, melyen ma tölgyes-nyáras-borókást találunk. Egyedi azonban, hogy a dombok tetején és oldalán 5-12 méter magas molyhos és kocsányos tölgyek (illetve hibridjeik) nőnek. Alattuk zárt homoki sztyepprét mozaikot találunk részben erdei fajokkal mint pl. a gyöngyvirág, vagy a széleslevelű salamonpecsét. A mai állapot egyesek szerint egy korábbi zártabb erdő túllegeltetése nyomán keletkezett, mások szerint azonban a termőhelyi viszonyok miatt sohasem alakulhatott ki zárt erdő a területen, a fás vegetáció záródása 30-70 % között változhatott. Ehhez kapcsolódik Kun András botanikus megfigyelése, hogy a molyhos vagy csertölgy magoncok minden vizsgált területen jelentős mennyiségben megtalálhatók voltak. Mindezek alapján joggal feltételezzük, hogy Csévharaszt közelében mindig is voltak erdőssztyepp mozaikok, több-kevesebb tölgyes állománnyal.
A Csévharaszti borókás tájképileg is kiemelt jelentőségű. Jórészt szárazságtűrő, évelő lágyszárú fajokból álló főképp nyílt (és zárt) homokpusztagyepek és xerotherm tölgyesek, nyaras - borókások mozaikja. A nyílt homokpusztagyepek a Pannon biogeográfiai régió jellegzetes, bennszülött fajokban (endemizmusokban) gazdag, értékes társulásai. Relatíve egyszerű, de mégis elég gazdag és változatos a textúrájuk és a struktúrájuk, szélsőséges környezeti viszonyaik révén számos kutató figyelmét felkeltették. Kitaibel Pál gyönyörűen illusztrált könyvében  a Magyarország ritka növényeinek leírása és képei-ben (Descriptiones et Icones Plantarum Rariorum Hungariae) - rengeteg tudományra új fajt mutat be, többek között a Pótharaszti puszta nevezetességét a pótharaszti szegfüvet, melyet később tartós szegfűnek kereszteltek. A tartós szegfű pannon életföldrajzi terület bennszülött növényfaja, világállománya a Duna–Tisza közi homokhátság területén tenyészik, megőrzésével kapcsolatban hazánkra nagy felelősség hárul.

## Természeti értékei
Az ún. Buckás-erdő vegetációja nyáras borókással váltakozó homoksztyepp, melyben védett növényfajok közül a homoki árvalányhaj, a báránypirosító állományai tenyésznek, és a fokozottan védett, endemikus tartós szegfű is. A területen az alábbi védett növényfajokat regisztrálták: homoki cickafark (Achillea ochroleuca), báránypirosító (Alkanna tinctoria), bunkós hagyma (Allium sphaerocephalum), homoki csűdfű (Astragalus varius), homoki imola (Centaurea arenaria), budai imola (Centaurea sadleriana), fénylőpoloskamag (Coryspermum nitidum), tartós szegfű (Dianthus diutinus), kései szegfű (Dianthus serotinus), csikófark (Ephedra distachya), vörösbarna nőszőfű (Epipactis atrorubens), rákosi csenkesz (Festuca x wagneri), homoki fátyolvirág (Gypsophila fastigiata), homoki nőszirom (Iris , tarka nőszirom (Iris variegata), homoki vértő (Onosma arenaria), homoki varjúháj (Sedum hillebrandtii), homoki árvalányhaj (Stipa borysthenica), homoki bakszakáll (Tragopogon floccosus).
A terület rovarfaunájában a Duna–Tisza közi hátság ritka fajait találhatjuk meg (pl. futrinkafélék, hangyalesők). A hüllők közül a homoki gyík és a zöld gyík, a madárfaunából a fokozottan védett szalakóta említhető. A buckasorok tájképi, geológiai értékei is jelentősek. 

## Főbb veszélyeztető tényezők és speciális védelmi feladatok
Az illegális tartózkodás, tűzrakás veszélyeztetheti a természeti értékeket, ezért a területet rendszeresen ellenőrizni kell.